# Subtilasa
Las subtilasas son una familia de serina proteasas de tipo subtilisina. Parece que han desarrollado en forma independiente y convergente una tríada catalítica de Asp/Ser/His, como en las tripsina serina proteasas. La estructura de las proteínas en esta familia muestra que tienen un pliegue alfa/beta que contiene una hoja beta paralela de 7 hilos.
La familia de la subtilisina es la segunda familia de serina proteasa más grande que se ha caracterizado hasta la actualidad. Actualmente se conocen más de 200 subtilasas, de las cuales más de 170 con su secuencia completa de aminoácidos.  La subtilasa es generalizada, encontrándose en eubacterias, arqueobacterias, eucariotas y virus.  La gran mayoría de la familia son endopeptidasas, aunque hay una exopeptidasa, tripeptidil peptidasa. Se han determinado estructuras para varios miembros de la familia de la subtilisina, mostrando que las subtilisinas explotan la misma tríada catalítica que las quimotripsinas aunque los residuos se producen en un orden diferente (His/Asp/Ser en quimotripsina y Asp/His/Ser en subtilisina); de lo contrario las estructuras no muestran similitud con ninguna otra proteína. Algunas subtilisinas son proteínas de mosaico, mientras que otras contienen extensiones N y C-terminales que no muestran semejanza de secuencia con ninguna otra proteína conocida. Sobre la base de homología de secuencia, se ha propuesto una subdivisión en seis familias.
Las endopeptidasas de procesamiento de proproteína kexina, furina y enzimas relacionadas forman una subfamilia distinta conocida como la subfamilia kexina (S8B). Éstas escinden preferentemente C-terminal a los aminoácidos básicos pareados. Los miembros de esta subfamilia pueden ser identificados por motivos sutilmente diferentes alrededor del sitio activo. Los miembros de la familia de la kexina, junto con las endopeptidasas R, T y K de la levadura Tritirachium y la peptidasa degradante de la cutícula de Metarhizium, requieren la activación de tiol. Esto puede atribuirse a la presencia de Cys-173 cerca de la histidina activa.  Sólo se conoce 1 miembro viral de la familia de la subtilisina, una proteasa de 56 kDa del virus del herpes 1, que infecta el bagre de canal.
Las Sedolisinas (serina-carboxil peptidasas) son enzimas proteolíticas cuyo pliegue se asemeja al de la subtilisina; sin embargo, son considerablemente más grandes, con los dominios catalíticos maduros que contienen aproximadamente 375 aminoácidos. Las características definitorias de estas enzimas son una tríada catalítica única, Ser / Glu / Asp, así como la presencia de un residuo de ácido aspártico en el agujero de oxianión. Se han resuelto estructuras cristalinas de alta resolución para sedolisina de Pseudomonas sp. 101, así como para la kumamolisina de una bacteria termofílica, Bacillus novo sp. MN - 32. Las mutaciones en el gen humano conduce a una enfermedad neurodegenerativa fatal.